# Stigmaulax
Genre
Synonymes
- Aloconatica Shikama, 1971[1]

Stigmaulax est un genre de mollusques gastéropodes de la famille des Naticidae.

## Liste d'espèces
Selon World Register of Marine Species (29 octobre 2017) :
- Stigmaulax cancellatus (Hermann, 1781)
- Stigmaulax cayennensis (Récluz, 1850)
- Stigmaulax elenae (Récluz, 1844)
- Stigmaulax kushime (Shikama, 1971)
- Stigmaulax sulcatus (Born, 1778)